# Sepp Hubatsch
Sepp Hubatsch, eigentlich Josef Hubatsch (* 4. März 1873 in Schäßburg, heute Rumänien; † 8. März 1935 in Maria Enzersdorf, Niederösterreich) war ein österreichischer Architekt.

## Leben
Hubatsch absolvierte die Staatsgewerbeschule seiner Heimatstadt und studierte dann 1896–1900 bei Otto Wagner an der Akademie der bildenden Künste Wien. Danach war er frei schaffender Architekt. Er war mit einer gebürtigen Maria Enzersdorferin verheiratet, wurde hier sesshaft und bewohnte bis 1932 das Haus Franz Keim-Gasse 14. Die letzten Lebensjahre bis 1935 verbrachte er im Haus Nr. 16, das nach seinem Tod bis 1936 von seiner Witwe bewohnt wurde.
Auch sein Sohn Wilhelm Hubatsch war Architekt, der unter anderem auch an der Planung der Gartenstadt Süd, dem Ortsteil Südstadt mit der Zentrale der EVN AG in Maria Enzersdorf beteiligt war.

## Bauten

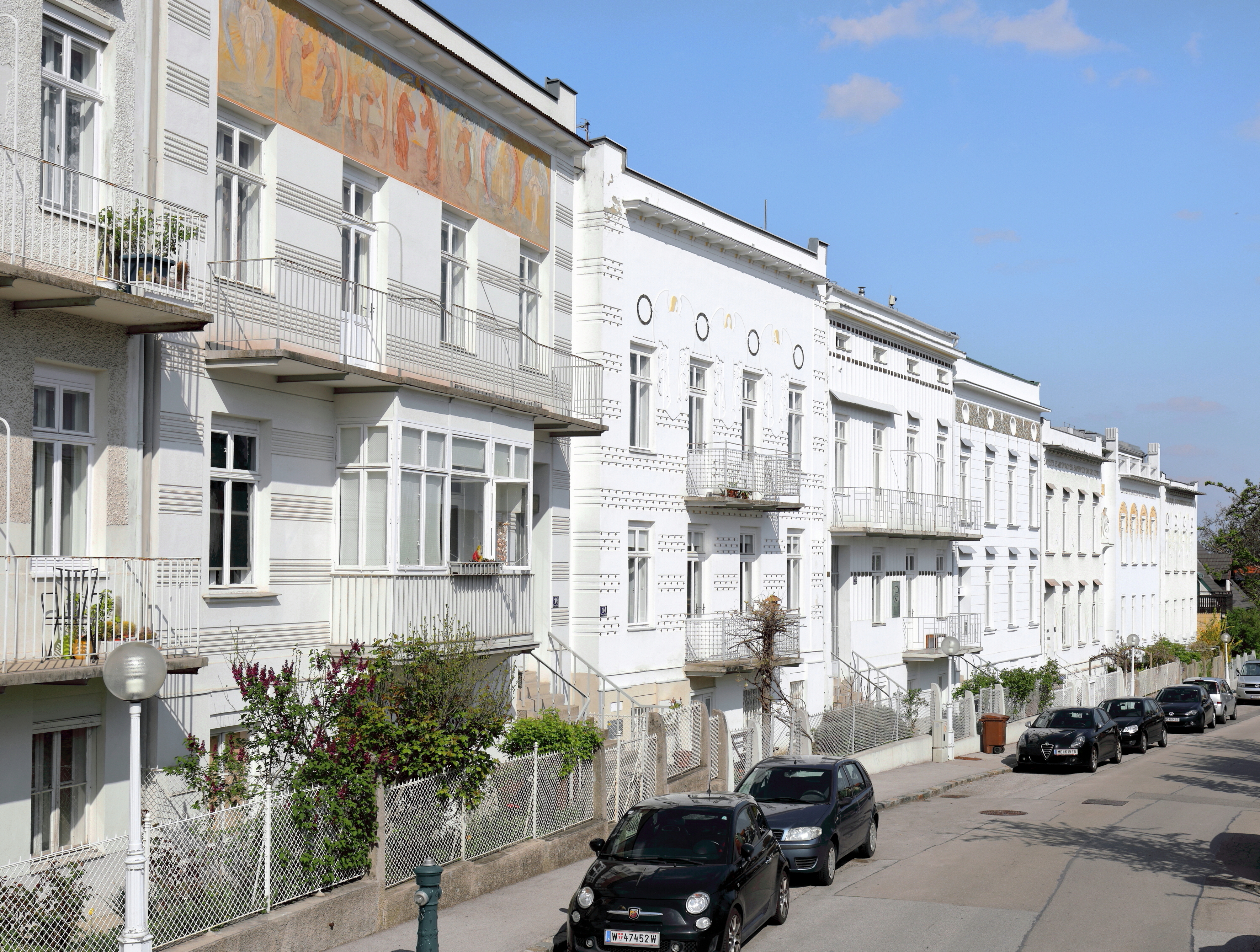
Die Jugendstilreihenhäuser in Brunn am Gebirge

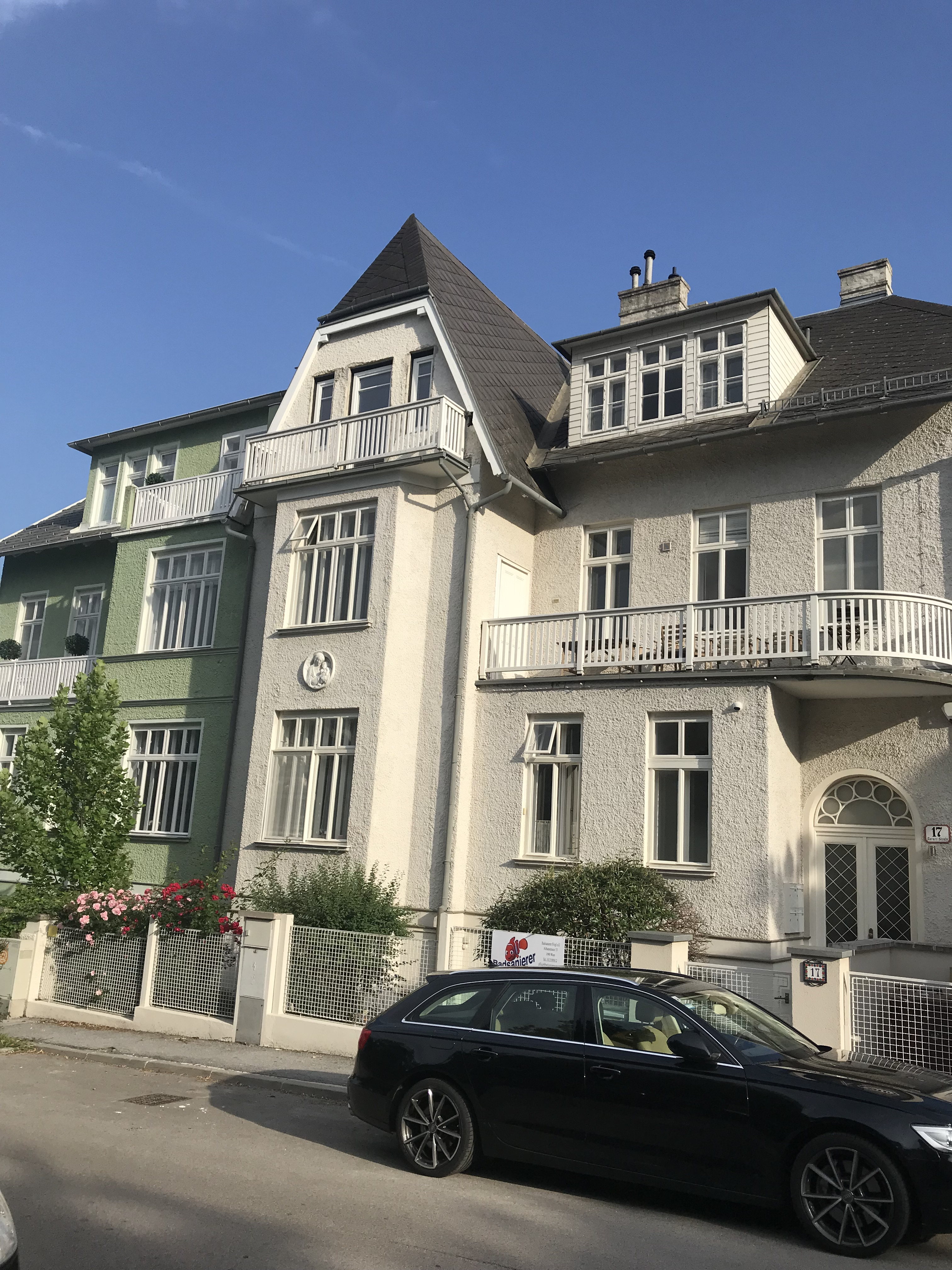
Villa von Sepp Hubatsch in der Turnerstraße 17 in Brunn

1905 errichtete er das Mädchenlyzeum in Mödling, das später mehrfach verändert und um ein Stockwerk erhöht wurde. Sein bekanntestes, heute unter Denkmalschutz stehendes Werk ist eine 1902 bis 1912 von Hubatsch errichtete Reihenhaussiedlung in Brunn am Gebirge mit bemerkenswertem Jugendstildekor. Hubatsch trat bei der Errichtung der zehn Zweifamilienhäuser selbst als Bauherr auf. 1912/13 war er maßgeblich an der zweiten Bauetappe der Errichtung der Heiliggeistkirche des Missionshauses St. Gabriel in Maria Enzersdorf beteiligt.
Im Wettbewerb um das Budapester Börsengebäude erhielt er den ersten Preis.
Weitere Bauten von Sepp Hubatsch befinden sich in der Turnerstraße, so zum Beispiel die Doppelvilla in der Turnerstraße 17. In diesem Haus wohnte auch sein Sohn der Architekt Wilhelm Hubatsch.

## Anerkennungen
- In seinem Sterbeort Maria Enzersdorf wurde eine Verkehrsfläche mit Sepp Hubatsch-Gasse benannt.